# Terrance Johnson
Terrance DeMar Johnson (Duncanville, 24 settembre 1982 – 26 febbraio 2025) è stato un cestista statunitense.

## Palmarès
- Campionato francese: 1

Nancy: 2010-2011
- Match des Champions: 1

Digione: 2006